# Caputh
Caputh (eller Kaputh) är en ort och administrativ kommundel belägen i kommunen Schwielowsee i förbundslandet Brandenburg i Tyskland, strax sydväst om Potsdam.
Caputh ingår sedan 31 december 2002 tillsammans med orterna Ferch och Geltow i kommunen (Gemeinde) Schwielowsee. Orten ligger sydväst om Potsdam vid sjöarna Schwielowsee och Templiner See som båda genomflyts av floden Havel. 
Caputh är känt för sitt slott och för Albert Einsteins sommarhus. Färjan mellan Caputh och Geltow har bedrivits sedan mitten av 1800-talet.
I oktober 1957 grundades i Caputh Östtysklands första trädgårdskooperation (Gärtnerische Produktionsgenossenschaft, GPG) som en motsvarighet till de bestående jordbrukskooperationerna (LPG).

## Capuths slott
Gården Caputh köptes 1594 av kurfurstinnan Katarina av Brandenburg, som lät uppföra ett sommarslott på platsen. Under kammarjunkaren Philip de Chiese byggdes 1662 den gamla huvudbyggnaden om till ett slott i barockstil. Slottet är det äldsta exemplet av brandenburgsk barockarkitektur som finns bevarat. År 1709 ägde här trekungamötet mellan Preussens Fredrik I, Sachsen/Polens August den starke och Danmarks Fredrik IV rum. Från 1820 till andra världskrigets slut ägdes slottet av olika adliga familjer. Efter expropriationen användes byggnaden i Östtyskland som yrkesskola för fotografer och florister. Idag är slottet med den tillhörande parken ett museum.

## Einsteins sommarhus
Albert Einstein vistades mellan 1928 och 1932 i Caputh. 1929 gav han arkitekten Konrad Wachsmann uppdraget att bygga ett sommarhus på fastigheten. På grund av Hitlers maktövertagande bodde Einstein bara tre somrar i huset. Byggnaden tilldelades 1935 kommunen Caputh. På grund av Einsteins önskan att huset aldrig skulle bli ett museum finns idag bara guidade visningar. Dessutom kan enskilda rum hyras för konferenser.

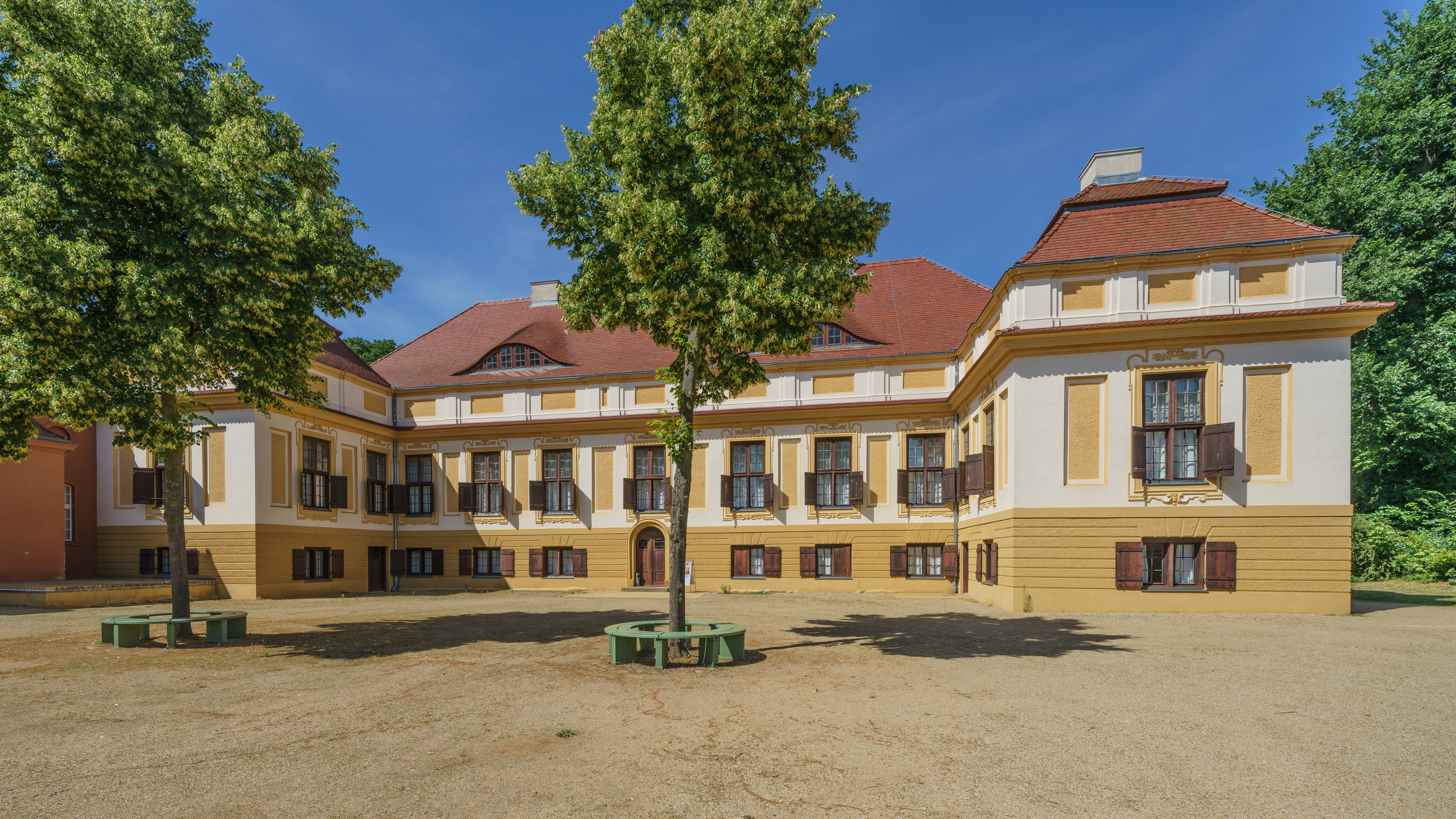
Capuths slott
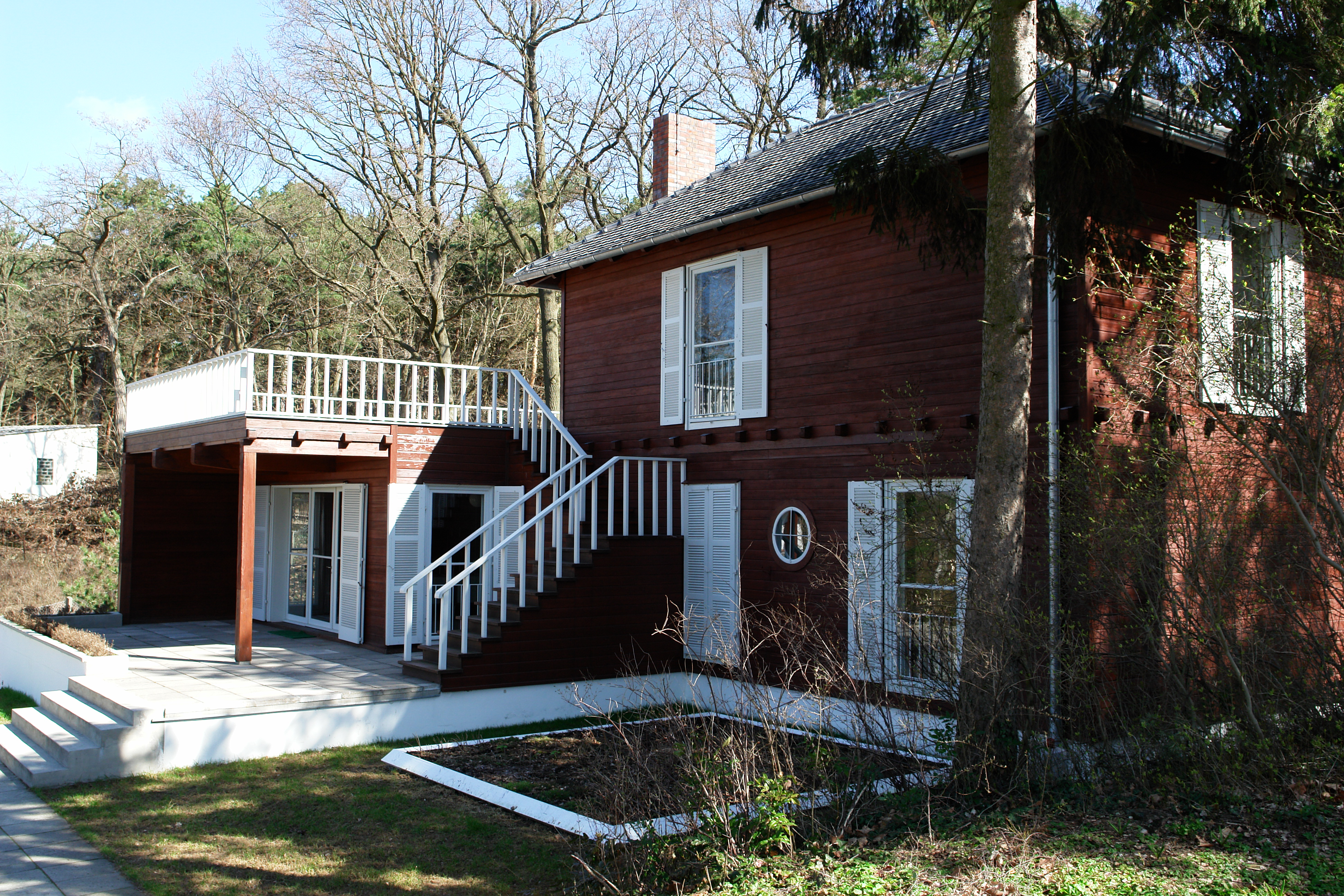
Einsteins sommarhus
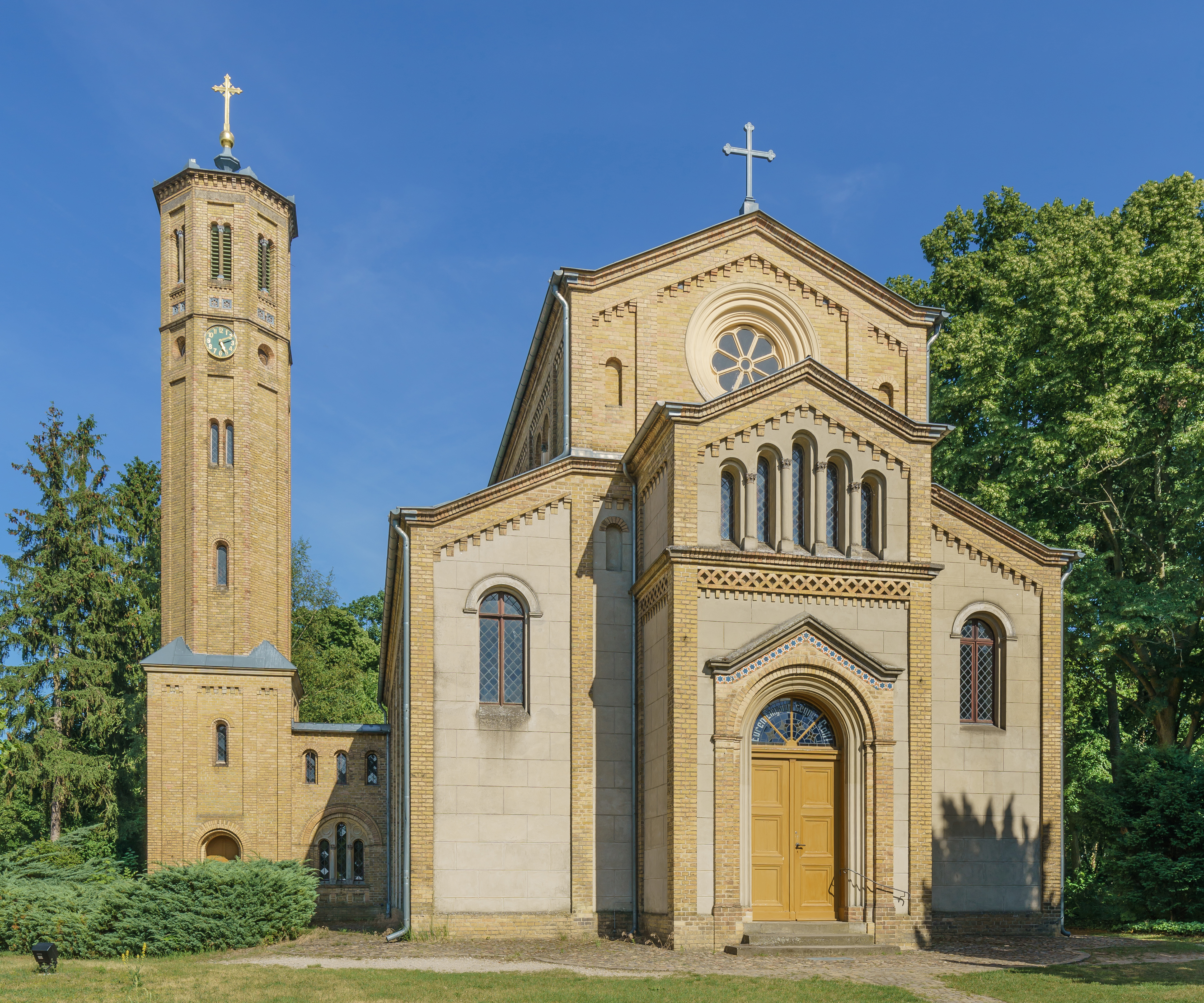
Kyrkan
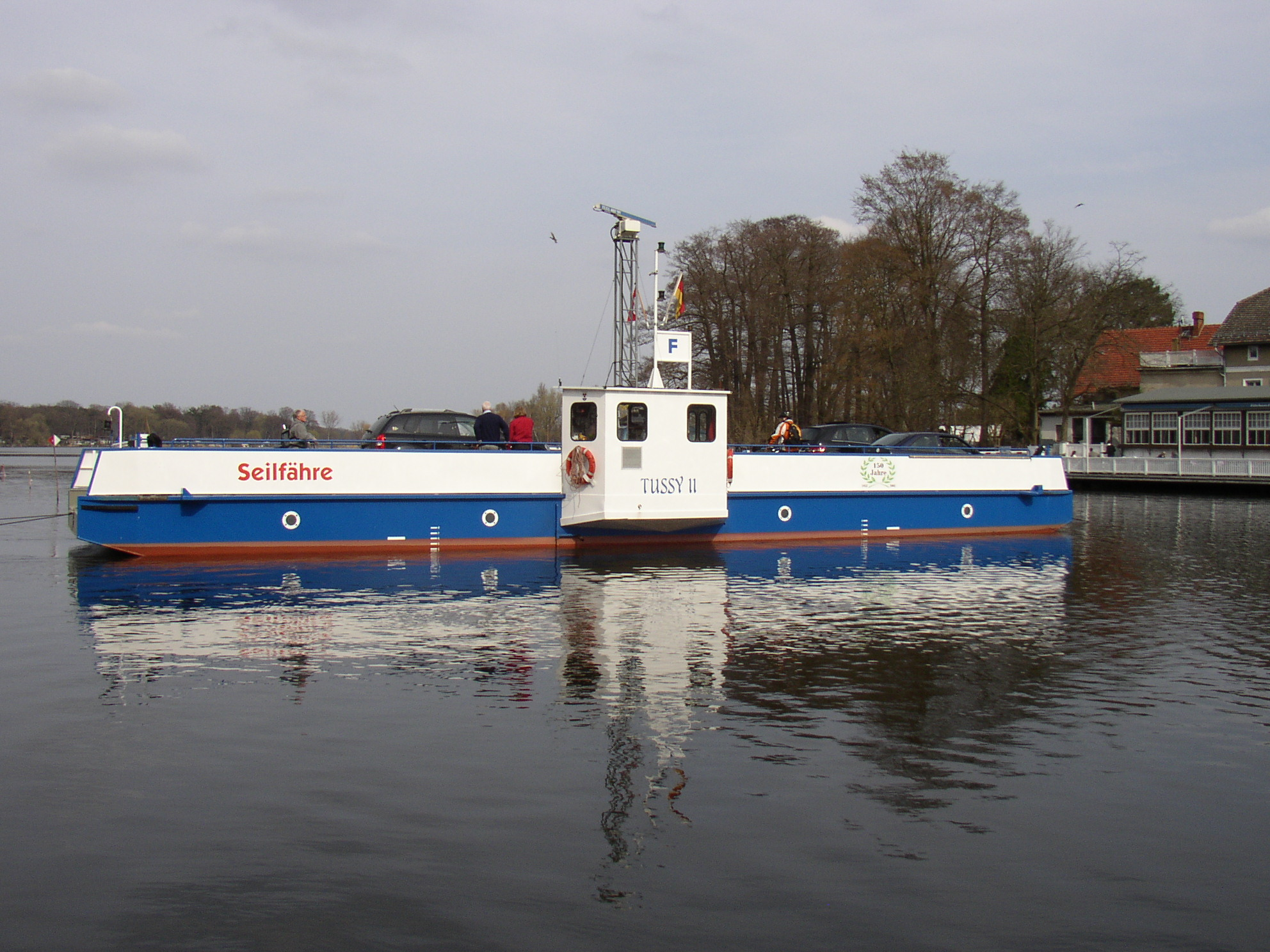
Färja mellan Caputh och Geltow